# Abraxas aequimargo
Abraxas aequimargo är en fjärilsart som beskrevs av Semper 1901. Abraxas aequimargo ingår i släktet Abraxas och familjen mätare. Inga underarter finns listade i Catalogue of Life.